# Periodo parlamentario 1995-2000 del Congreso de la República del Perú
El Periodo parlamentario 1995-2000 del Congreso de la República del Perú corresponde a las sesiones legislativas del congreso elegido en las elecciones generales de Perú de 1995. Se instaló el 27 de julio de 1995 y concluyó sus funciones el 26 de julio del 2000.

## Conformación
En 1995, el presidente Alberto Fujimori convocó a elecciones generales para abril de dicho año. La nueva Constitución Política del Perú que promulgó el Congreso Constituyente Democrático dictó que el Congreso de la República estaría compuesto por cámara única. El pueblo peruano reeligió a Fujimori para un periodo más, obteniendo la mayoría parlamentaria de 72 curules del partido de gobierno Cambio 90-Nueva Mayoría. La minoría opositora era liderada por la Unión por el Perú y el Partido Aprista Peruano. La legislatura culminó en el 2000, reduciendo la mayoría fujimorista.
| Agrupación Política                          | N.º         |
| -------------------------------------------- | ----------- |
| Cambio 90 - Nueva Mayoría                    | 67          |
| Unión por el Perú                            | 17          |
| Partido Aprista Peruano                      | 8           |
| Frente Independiente Moralizador             | 6           |
| CODE-País Posible                            | 5           |
| Acción Popular                               | 4           |
| Partido Popular Cristiano                    | 3           |
| Renovación Nacional                          | 3           |
| Movimiento Cívico Nacional OBRAS             | 2           |
| Izquierda Unida                              | 2           |
| Frente Popular Agrícola del Perú             | 1           |
| Frente Nacional de Trabajadores y Campesinos | 1           |
| Movimiento Independiente Agrario             | 1           |
| Total                                        | 120 Curules |

## Mesas directivas

### 1995-1996
| Cargo               | Nombre                      | Partido                   |
| ------------------- | --------------------------- | ------------------------- |
| Presidencia         | Martha Chávez               | Cambio 90 - Nueva Mayoría |
| 1.ª Vicepresidencia | Víctor Joy Way              | Cambio 90 - Nueva Mayoría |
| 2.ª Vicepresidencia | Carlos Torres y Torres Lara | Cambio 90 - Nueva Mayoría |
| 3.ª Vicepresidencia | Samuel Matsuda Nishimura    | Cambio 90 - Nueva Mayoría |

| Cargo               | Nombre         | Partido           |
| ------------------- | -------------- | ----------------- |
| Presidencia         | Daniel Estrada | Unión por el Perú |
| 1.ª Vicepresidencia |                |                   |
| 2.ª Vicepresidencia |                |                   |
| 3.ª Vicepresidencia |                |                   |

### 1996-1997
| Cargo               | Nombre                      | Partido                   |
| ------------------- | --------------------------- | ------------------------- |
| Presidencia         | Víctor Joy Way              | Cambio 90 - Nueva Mayoría |
| 1.ª Vicepresidencia | Carlos Torres y Torres Lara | Cambio 90 - Nueva Mayoría |
| 2.ª Vicepresidencia | Martha Hildebrandt          | Cambio 90 - Nueva Mayoría |
| 3.ª Vicepresidencia | Luz Salgado                 | Cambio 90 - Nueva Mayoría |

| Cargo               | Nombre                  | Partido           |
| ------------------- | ----------------------- | ----------------- |
| Presidencia         | Graciela Fernández-Baca | Unión por el Perú |
| 1.ª Vicepresidencia |                         |                   |
| 2.ª Vicepresidencia |                         |                   |
| 3.ª Vicepresidencia |                         |                   |

### 1997-1998
| Cargo               | Nombre                      | Partido                   |
| ------------------- | --------------------------- | ------------------------- |
| Presidencia         | Carlos Torres y Torres Lara | Cambio 90 - Nueva Mayoría |
| 1.ª Vicepresidencia | Edith Mellado Céspedes      | Cambio 90 - Nueva Mayoría |
| 2.ª Vicepresidencia | Oswaldo Sandoval Aguirre    | Cambio 90 - Nueva Mayoría |
| 3.ª Vicepresidencia | Aurora Torrejón             | Cambio 90 - Nueva Mayoría |

| Cargo               | Nombre                   | Partido                                   |
| ------------------- | ------------------------ | ----------------------------------------- |
| Presidencia         | Alfonso Grados Bertorini | Unión por el Perú                         |
| 1.ª Vicepresidencia | Freddy Ghilardi          | Partido Aprista Peruano                   |
| 2.ª Vicepresidencia | Ángel Bartra Gonzales    | Acción Popular - Coordinadora Democrática |
| 3.ª Vicepresidencia | Manuel Lajo Lazo         | Democracia en Acción                      |

### 1998-1999
| Cargo               | Nombre                | Partido                   |
| ------------------- | --------------------- | ------------------------- |
| Presidencia         | Víctor Joy Way        | Cambio 90 - Nueva Mayoría |
| 1.ª Vicepresidencia | Ricardo Marcenaro     | Cambio 90 - Nueva Mayoría |
| 2.ª Vicepresidencia | Carlos Blanco Oropeza | Cambio 90 - Nueva Mayoría |
| 3.ª Vicepresidencia | Luz Salgado           | Cambio 90 - Nueva Mayoría |

| Cargo               | Nombre                  | Partido                          |
| ------------------- | ----------------------- | -------------------------------- |
| Presidencia         | Roger Cáceres Velásquez | Democracia en Acción             |
| 1.ª Vicepresidencia | Anel Townsend           | Unión por el Perú                |
| 2.ª Vicepresidencia | César Zumaeta           | Partido Aprista Peruano          |
| 3.ª Vicepresidencia | Jorge Salazar Vargas    | Frente Independiente Moralizador |

### 1999-2000
| Cargo               | Nombre                | Partido                   |
| ------------------- | --------------------- | ------------------------- |
| Presidencia         | Martha Hildebrandt    | Cambio 90 - Nueva Mayoría |
| 1.ª Vicepresidencia | Ricardo Marcenaro     | Cambio 90 - Nueva Mayoría |
| 2.ª Vicepresidencia | Luis Delgado Aparicio | Cambio 90 - Nueva Mayoría |
| 3.ª Vicepresidencia | Luis Chang Ching      | Cambio 90 - Nueva Mayoría |